# Конохов Сергій Вікторович

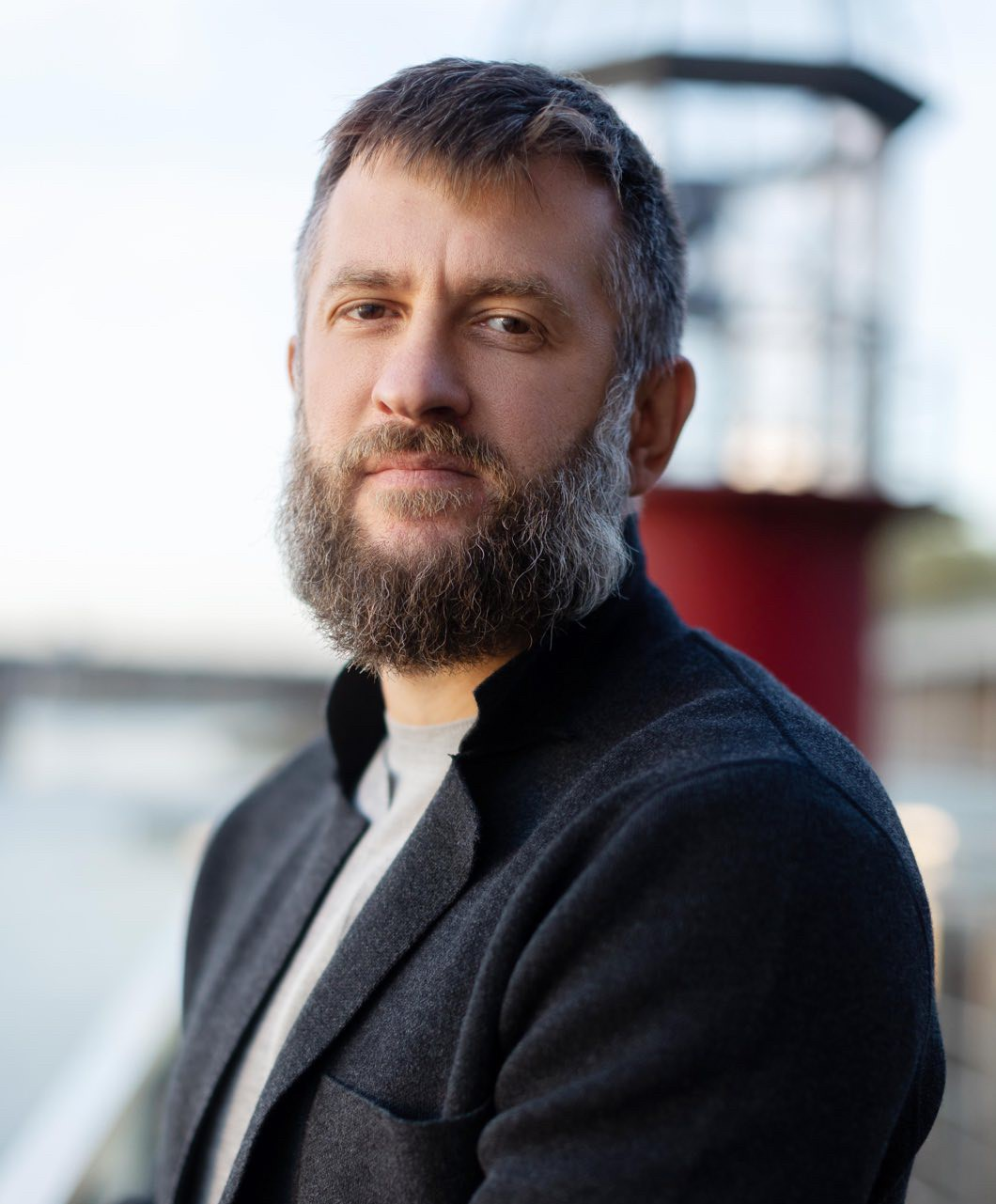
Конохов Сергій Вікторович

 Сергій Вікторович Конохов (6 грудня 1978, м. Мелітополь, Запорізька обл.) — український військовий, генерал-майор (з 2018 р.).

## Освіта
У 2000 р. закінчив Національну академію Служби Безпеки України. Спеціальність «Правознавство».
З 2017 р. – аспірант ДВНЗ «Київський національний економічний університет імені Вадима Гетьмана».
2020 р. – доктор філософії (PhD).
2021 р. – ступінь MBA.

## Кар'єра
З липня 1995 р. – по серпень 2000 р. – курсант Національної академії СБ України.
З серпня 2000 р. по серпень 2008 р. – військова служба в органах СБ України на оперативних посадах.
З серпня 2008 р. по червень 2016 р. – військова служба в органах СБ України на керівних посадах оперативних підрозділів.

## Військове звання
23 серпня 2018 року указом Президента отримав звання генерал-майора.